# Атбара
Атбара (арап. عطبرة ‎‎) или Атбарах је град у Судану, у вијалету Река Нил.

## Географија
Налази се на ушћу реке Атбаре у Нил на надморској висини од 356 m. Град је удаљен 10 километара од административног центра Ад-Дамир.

## Демографија
Према попису из 2007. Године град је имао 111.399 становника.
| Година | Становништво |
| ------ | ------------ |
| 1956   | 36 300       |
| 1973   | 66 116       |
| 1983   | 73 009       |
| 1993   | 87 878       |
| 2007   | 111 399      |

## Галерија
- Железничка станица Атбара